# 小田原懐かし横丁
懐かし横丁（なつかしよこちょう）は、神奈川県小田原市（最寄り駅は箱根板橋駅）に位置する駄菓子屋である。

## 沿革
1996年に小田原市内の荻窪地区にオープンした。オープン当初は不定期で営業している事が多く「いつ営業しているのかわからない」と言われる事も。この時にCSの人気番組『ゲームセンターCX』などで駄菓子屋スポットとして紹介された。
その後も様々な番組で取り上げられ有名スポット的な存在であったが、店長の一身上の都合により経営が不可能な状態になったため2011年8月28日をもって閉店した。店跡は2014年現在も存在し、当時の店や懐かしい看板も剥がされずにそのまま残っている。

## 内容
店内には駄菓子・玩具・飲食店（軽食程度のみ）・レトロゲーム・ディスプレイなどが所狭しと配置されている。エレメカに力を入れていて、『国盗り合戦』『山のぼりゲーム』『新幹線ゲーム』『ジャンケンマン』など人気タイトルが常時揃っている。エレメカで獲得したメダルで店内の駄菓子と交換することもできる。
2008年にレトロゲーム専門のフロアをオープンしたが、2010年11月末日に閉館。ただし多くのテレビゲームは従来のエリアに戻っただけで、閉館でなく再統合に近い。
またレトロゲーム館とほぼ同時に姉妹店として、小田原駅東口にレトロ居酒屋「秘密基地」を開店。こちらは店内がレトロ調となっているが、基本的な営業内容は一般的な居酒屋である。